# Liste der Biografien/Li
Liste der Biografien |
Portal Biografien |
Personensuche
# |
A |
B |
C |
D |
E |
F |
G |
H |
I |
J |
K |
L |
M |
N |
O |
P |
Q |
R |
S |
T |
U |
V |
W |
X |
Y |
Z |
?
 
La |
Lb |
Lc |
Le |
Lg |
Lh |
Li |
Lj |
Ll |
Lm |
Lo |
Lp |
Lt |
Lu |
Lv |
Lw |
Lx |
Ly |
Lz
 
Lia |
Lib |
Lic |
Lid |
Lie |
Lif |
Lig |
Lih |
Lii |
Lij |
Lik |
Lil |
Lim |
Lin |
Lio |
Lip |
Liq |
Lir |
Lis |
Lit |
Liu |
Liv |
Liw |
Lix |
Liy |
Liz
Die Liste der Biografien führt alle Personen auf, die in der deutschsprachigen Wikipedia einen Artikel haben. Dieses ist eine Teilliste mit 429 Einträgen von Personen, deren Namen mit den Buchstaben „Li“ beginnt.

## Li
- Li († 828 v. Chr.), König der Zhou-Dynastie

#### Li B
- Li Bin (* 1988), ungarische Tischtennisspielerin
- Li Bingjie (* 2002), chinesische SchwimmerinLi Bingjie (* 2002)

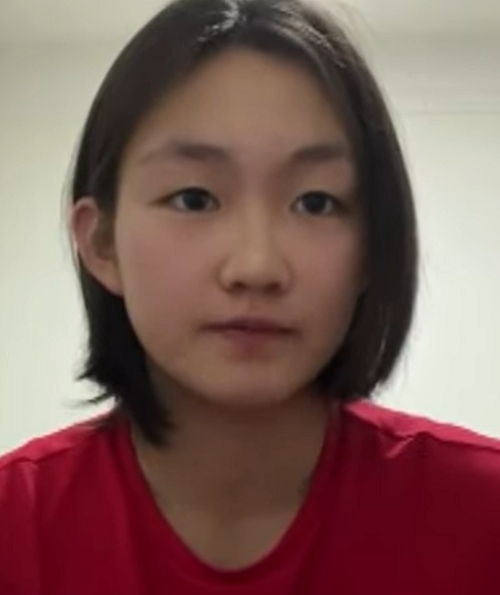
Li Bingjie (* 2002)

#### Li C
- Li Chao Tao, chinesischer Maler

#### Li D
- Li Datong (* 1952), chinesischer Journalist und Menschenrechtsaktivist
- Li Dazhao (1889–1927), chinesischer Politiker
- Li Desheng (* 1922), chinesischer Erdölgeologe und Politiker (Volksrepublik China)

#### Li H
- Li Hai (* 1954), chinesischer Schriftsteller und Dissident
- Li Hang (* 1995), chinesischer Eishockeyspieler
- Li Heping, Rechtsanwalt in der Volksrepublik China, Partner der Pekinger Globalen Anwaltskanzlei
- Li Hongfeng (* 1995), chinesische Radrennfahrerin
- Li Hongye, Peter (1920–2011), chinesischer Geistlicher, Erzbischof von Nanning
- Li Hongzhong (* 1956), chinesischer Politiker in der Volksrepublik China, Parteisekretär von Tianjin
- Li Houzhu (937–978), chinesischer Dichter und der letzte König des südlichen Tang-Reiches
- Li Huifen (* 1963), chinesische Tischtennisspielerin

#### Li J
- Li Ji († 651 v. Chr.), Konkubine und spätere Ehefrau des Herzogs Xian von Jin
- Li Jian (* 1989), chinesischer Eishockeyspieler
- Li Jie (* 1979), chinesische Fußballspielerin
- Li Jie (* 1984), niederländische Tischtennisspielerin
- Li Jing, Joseph (* 1968), chinesischer Geistlicher, Bischof des Bistums Ningxia
- Li Jingjing (* 1994), chinesische Ruderin
- Li Jinyuan (* 1945), chinesischer Künstler
- Li Jinzi (* 1990), chinesische Boxerin

#### Li K
- Li Ka-shing (* 1928), chinesischer Unternehmer in HongkongLi Ka-shing (* 1928)

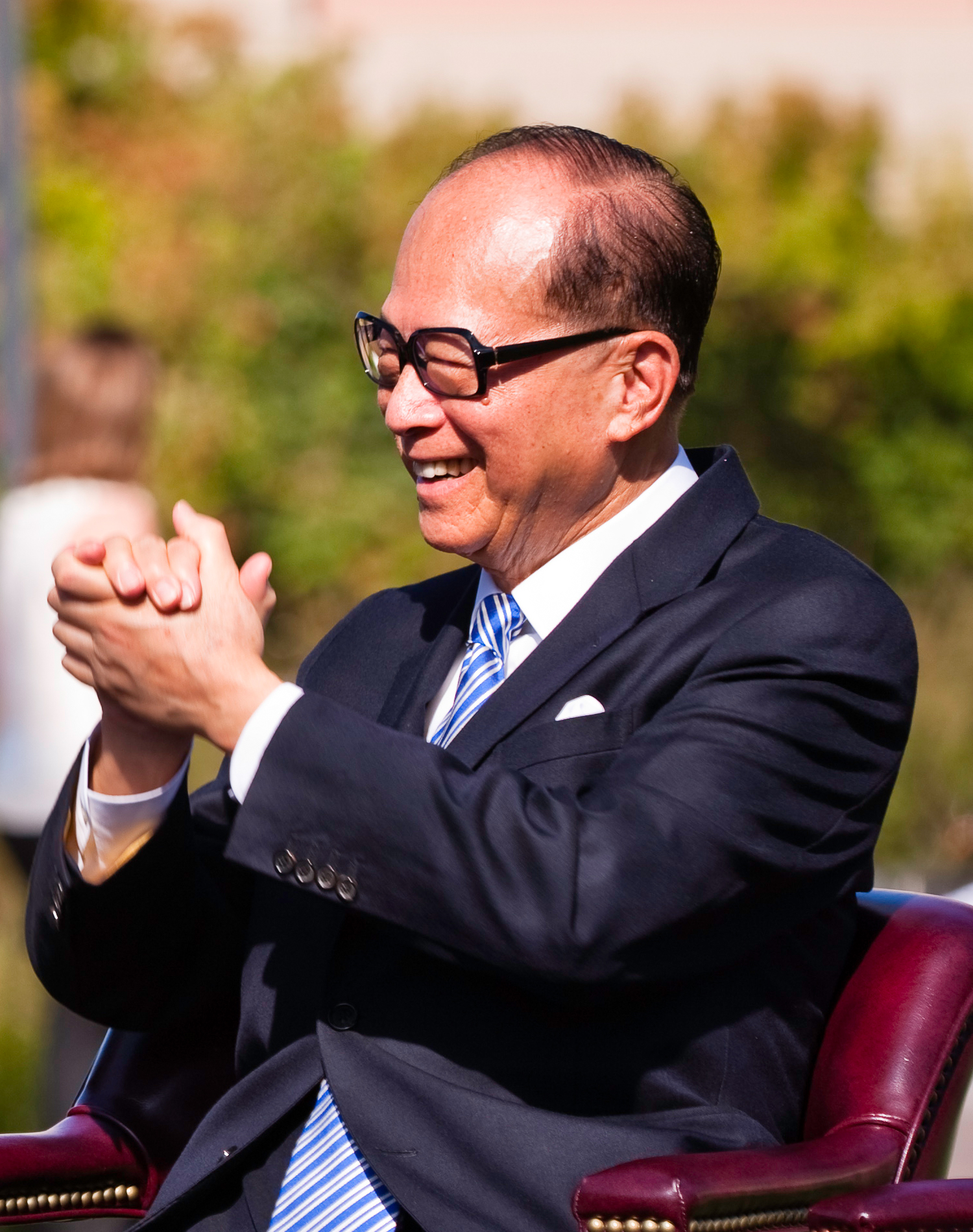
Li Ka-shing (* 1928)

- Li Kui (455 v. Chr.–395 v. Chr.), Beamter und Offizier des Staates Wei in China, Verfasser des „Buchs der Gesetze“

#### Li L
- Li Lanqing (* 1932), chinesischer Politiker (Volksrepublik China)
- Li Leyi (* 1937), chinesischer Linguist
- Li Lili (1915–2005), chinesische Schauspielerin
- Li Ling-Ai (1908–2003), US-amerikanische Schriftstellerin, Schauspielerin und Filmproduzentin
- Li Linsi (1896–1970), chinesischer Pädagoge, Diplomat und Gelehrter

#### Li P
- Li Puma, Serena (* 2003), Schweizer Fussballspielerin

#### Li Q
- Li Qian (* 1990), chinesische Boxerin
- Li Qingming (* 1982), chinesischer Eishockeyspieler
- Li Qingzhao (* 1084), chinesische Dichterin

#### Li R
- Li Ronghua (* 1956), chinesische Ruderin
- Li Rui (1917–2019), chinesischer Politiker
- Li Ruijun (* 1983), chinesischer Filmregisseur und Drehbuchautor

#### Li S
- Li Shan, Joseph (* 1965), chinesischer Geistlicher, Bischof von Peking
- Li Shaojun, daoistischer Alchemist und Fangshi am Hofe des Han-Kaisers Wu
- Li Shiqun (1905–1943), chinesischer Politiker, Vorsitzender des Geheimdienstes der Regierung in Nanking, Minister für Untersuchung und Statistik
- Li Shouxin (1892–1970), Befehlshaber in der Mandschurischen Armee und später der Oberbefehlshaber der Inner Mongolischen Armee
- Li Shufang (* 1979), chinesische Judoka
- Li Shulei (* 1964), chinesischer Politiker in der Volksrepublik China
- Li Si-de, Stefano (1926–2019), römisch-katholischer Bischof von Tianjin
- Li Siguang (1889–1971), chinesischer Geologe mongolischer Herkunft und chinesischer Minister für Geologie
- Li Suguang, John Baptist (* 1964), chinesischer katholischer Bischof

#### Li T
- Li Tang, chinesischer Maler
- Li Thai († 1374), thailändischer König
- Li Tieying (* 1936), chinesischer Politiker in der Volksrepublik China
- Li Tim-Oi, Florence (1907–1992), anglikanische Geistliche

#### Li V
- Li Volsi, Giovan Battista, italienischer Bildhauer
- Li Volsi, Giuseppe, italienischer Bildhauer
- Li Volsi, Martino, italienischer Bildhauer
- Li Volsi, Scipione, italienischer Bildhauer und Stuckateur
- Li Volsi, Sigismondo, italienischer Bildhauer
- Li Volsi, Stefano, italienischer Holzbildhauer

#### Li W
- Li Wenwen (* 2000), chinesische Gewichtheberin

#### Li X
- Li Xiannian (1909–1992), chinesischer PolitikerLi Xiannian (1909–1992)

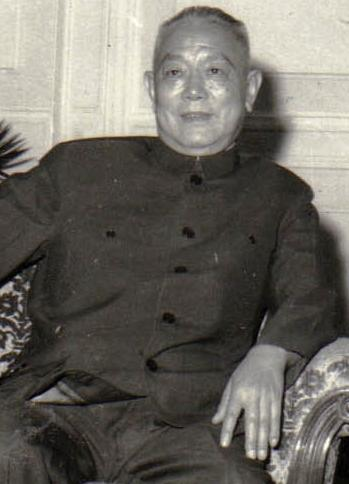
Li Xiannian (1909–1992)

- Li Xiaofeng (* 1985), chinesischer E-Sportler
- Li Xiaoshuang (* 1973), chinesischer Turner
- Li Xiaoxia (* 1988), chinesische Tischtennisspielerin
- Li Xin, chinesischer General während der Herrschaft der Qin-Dynastie
- Li Xinlei (* 1989), chinesischer Eishockeyspieler
- Li Xiufu (* 1965), chinesische Fußballspielerin
- Li Xuanxu (* 1994), chinesische Schwimmerin
- Li Xueju (* 1945), chinesischer Politiker (Volksrepublik China), Minister für zivile Angelegenheiten
- Li Xueqin (1933–2019), chinesischer Gelehrter und Historiker
- Li Xueying (* 1990), chinesische Gewichtheberin
- Li Xueyong (* 1950), chinesischer Politiker in der Volksrepublik China

#### Li Y
- Li Yajuan (* 1971), chinesische Gewichtheberin
- Li Yan († 234), chinesischer Offizier
- Li Yi, Hermengild (1923–2012), chinesischer Franziskaner und römisch-katholische Bischof
- Li Ying (* 1973), chinesische Fußballspielerin
- Li Yu (1610–1680), chinesischer Schausteller und Schriftsteller
- Li Yuan (* 1989), chinesischer Snookerspieler
- Li Yuk Lo, Elodie (* 1982), mauritische Beachvolleyballspielerin
- Li Yun Fong, Nicolas (* 1982), mauritischer Hammerwerfer
- Li Yuxiang (* 1955), chinesischer Tischtennisspieler

#### Li Z
- Li Zhanshu (* 1950), chinesischer Politiker in der Volksrepublik China
- Li Zhaoxing (* 1940), chinesischer Außenminister
- Li Zhe (* 1986), chinesischer Tennisspieler
- Li Zhengyu (* 1989), chinesischer Eishockeyspieler
- Li Zhesi (* 1993), chinesische Schwimmerin
- Li Zhichang (1193–1256), Oberhaupt der daoistischen Quanzhen-Schule
- Li Zhilun (1942–2007), chinesischer Politiker (Volksrepublik China), Minister für Disziplinaraufsicht
- Li Zhongyun (* 1967), chinesische Judoka
- Li Zijun (* 1996), chinesische Eiskunstläuferin
- Li Zongren (1890–1969), nationalchinesischer General und Politiker

### Li, A – Li, Z

#### Li, A
- Li, Ahmet (* 1991), türkischer Tischtennisspieler
- Li, Ang (* 1981), chinesischer Gospieler
- Li, Ann (* 2000), US-amerikanische TennisspielerinAnn Li (* 2000)

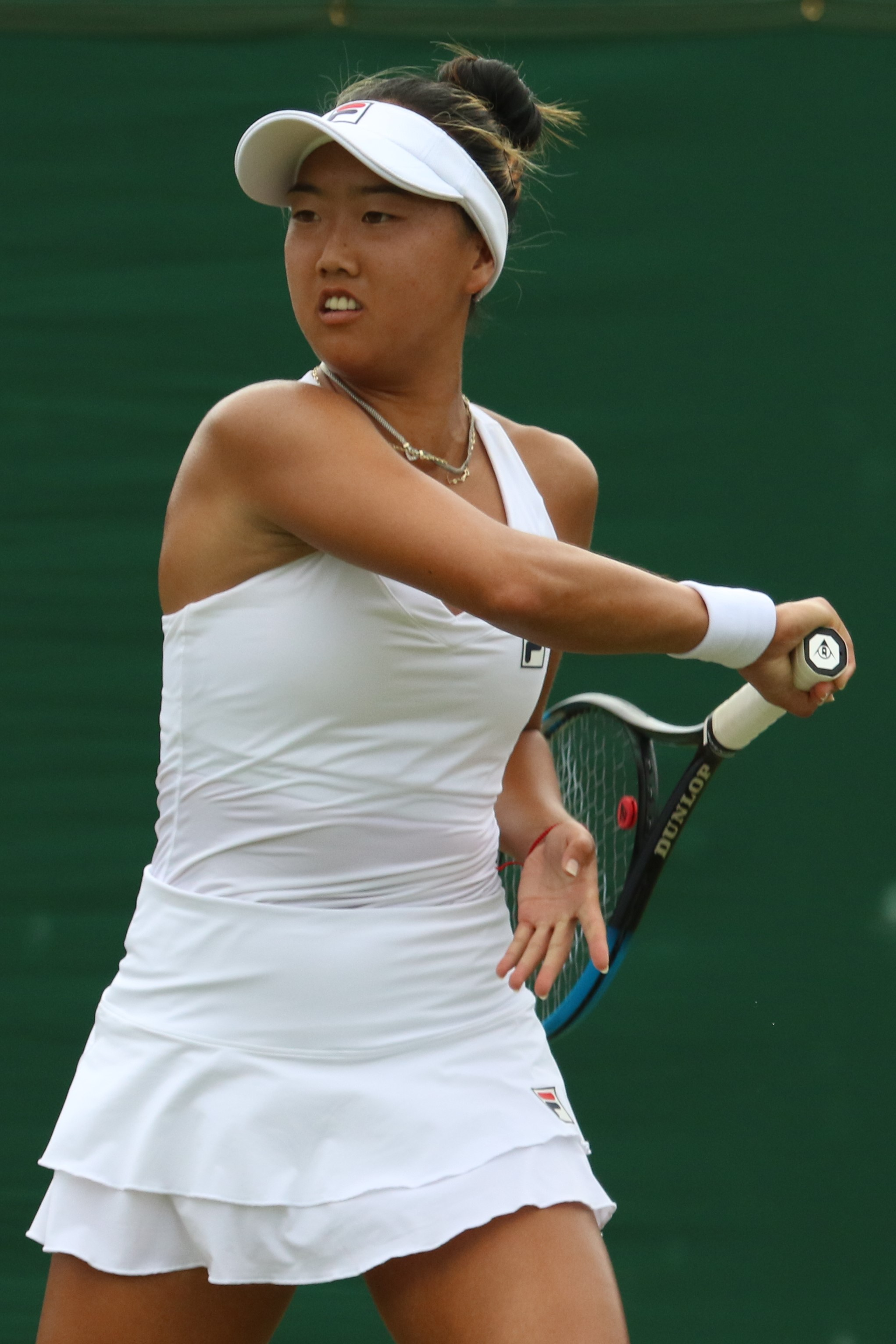
Ann Li (* 2000)

- Li, Anthony Hui (* 1972), chinesischer Geistlicher, römisch-katholischer Koadjutorbischof von Pingliang
- Li, Ao (772–841), chinesischer Reformkonfuzianer
- Li, Ao (1935–2018), taiwanischer Schriftsteller, Historiker und Politiker

#### Li, B
- Li, Bai (701–762), chinesischer Dichter der Tang-Dynastie
- Li, Baldwin, britischer Filmproduzent, Drehbuchautor, Kameramann und Tontechniker
- Li, Bifeng (* 1965), chinesischer Dichter, Demokratieverfechter
- Li, Bin (* 1954), chinesische Politikerin
- Li, Bingbing (* 1973), chinesische SchauspielerinLi Bingbing (* 1973)

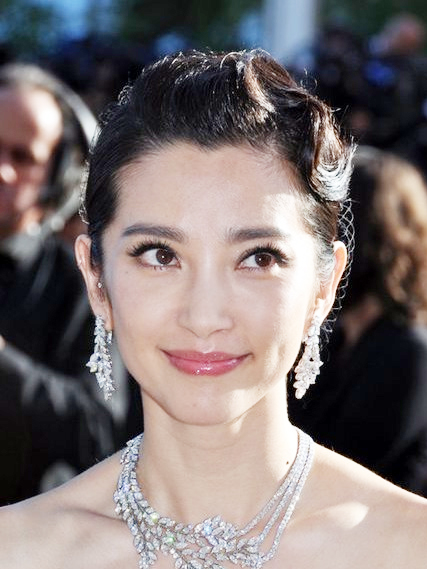
Li Bingbing (* 1973)

- Li, Binzhu (1921–2007), chinesische Kämpferin im Widerstandskrieg gegen Japan
- Li, Blanca (* 1964), spanische Tänzerin, Choreografin, Schauspielerin und Filmemacherin
- Li, Boguang (1968–2018), chinesischer Aktivist und Rechtswissenschaftler (Volksrepublik China)
- Li, Boyong (* 1932), chinesischer Politiker in der Volksrepublik China
- Li, Boyuan (1867–1906), chinesischer Schriftsteller und Publizist
- Li, Bruce (* 1950), chinesischer Schauspieler und Bruce Lee Imitator
- Li, Bun-hui (* 1968), nordkoreanische Tischtennisspielerin
- Li, Byong-uk (* 1954), nordkoreanischer Boxer

#### Li, C
- Li, Caixia (* 1987), chinesische Stabhochspringerin
- Li, Cecilia (* 1957), taiwanische Konzertpianistin
- Li, Changchun (* 1944), chinesischer Politiker
- Li, Changjiang (* 1944), chinesischer Politiker
- Li, Changqi (1376–1452), chinesischer Dichter
- Li, Changyu (* 1983), chinesischer Eisschnellläufer
- Li, Chao (* 1988), chinesischer Skispringer
- Li, Chao (* 1989), chinesischer Schachmeister
- Li, Chen (* 1963), taiwanischer Bildhauer
- Li, Chen (* 1978), chinesischer SchauspielerLi Chen (* 1978)

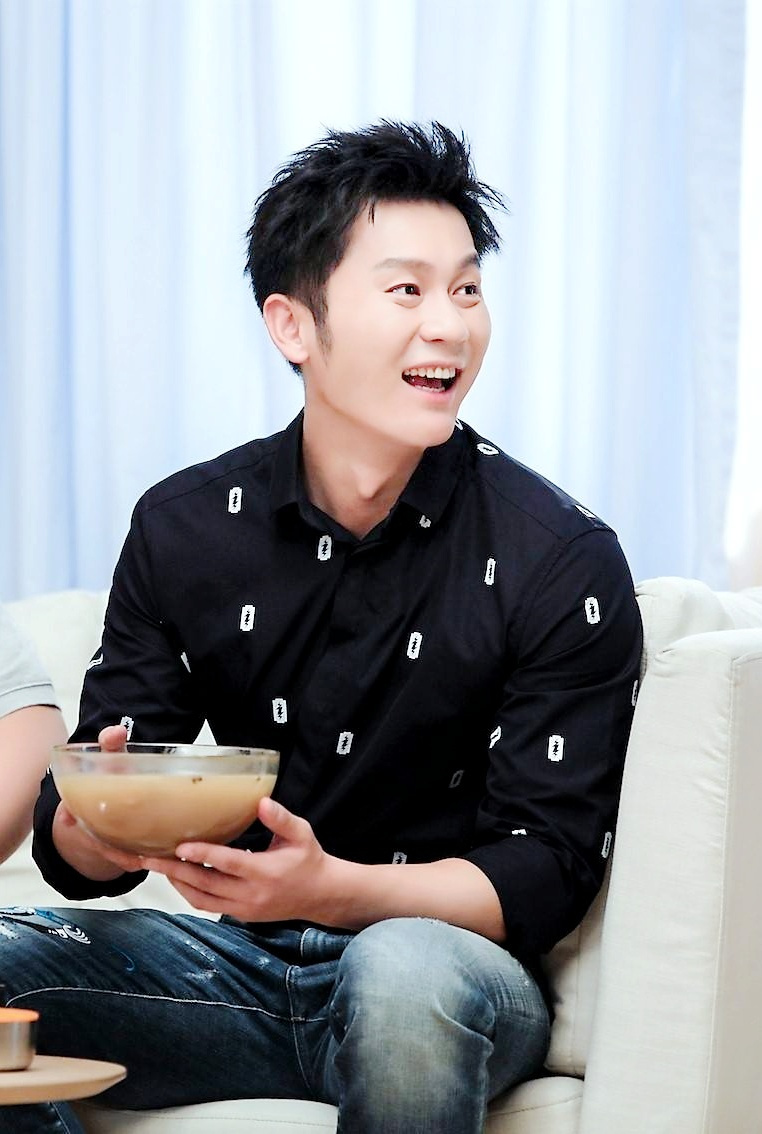
Li Chen (* 1978)

- Li, Chengbo (* 1984), chinesischer Skispringer
- Li, Chengjiang (* 1979), chinesischer Eiskunstläufer
- Li, Chenyang (* 2003), chinesischer Stabhochspringer
- Li, Chenyin (* 1977), chinesische Pianistin
- Li, Chi-an (* 1945), nordkoreanischer Fußballspieler
- Li, Ching (* 1948), chinesische Schauspielerin
- Li, Ching (* 1975), hongkong-chinesischer Tischtennisspieler
- Li, Ching-ching (* 1997), taiwanische Hochspringerin
- Li, Ching-Yuen († 1933), chinesischer KampfkünstlerLi Ching-Yuen († 1933)

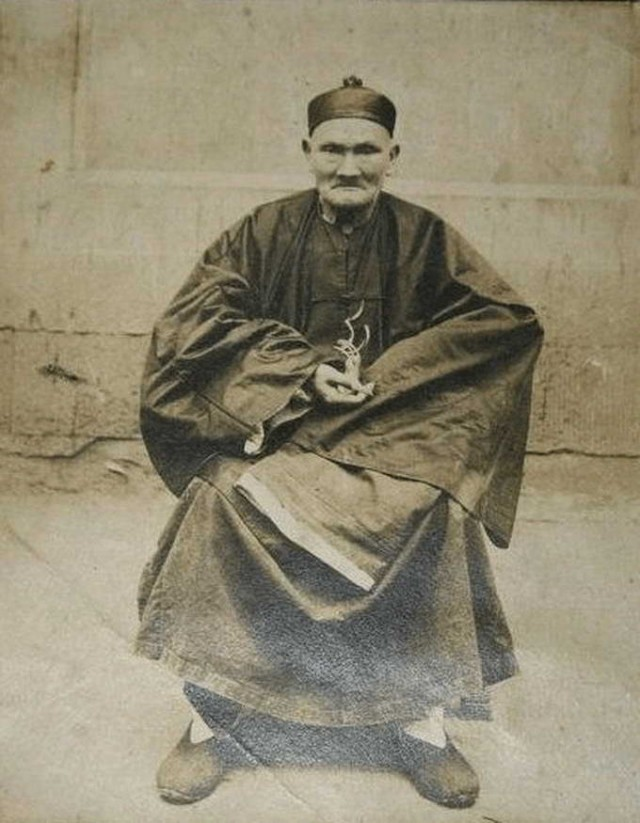
Li Ching-Yuen († 1933)

- Li, Choh Hao (1913–1987), chinesisch-US-amerikanischer Biochemiker
- Li, Choh-Ming (1912–1991), chinesischer Wirtschaftswissenschaftler und Pädagoge
- Li, Christine (* 1960), deutsche Ärztin und Schriftstellerin
- Li, Chun (* 1988), chinesische Sängerin
- Li, Chuncheng (* 1956), chinesischer Politiker
- Li, Chunfeng (602–670), chinesischer Mathematiker
- Li, Chunhua (* 1954), chinesischer Politiker und Diplomat
- Li, Chunhui (* 2001), chinesische Mittelstreckenläuferin
- Li, Chunlai (* 1965), chinesischer Astrochemiker, Technischer Direktor des Bodensegments des chinesischen Mondprogramms
- Li, Chunli (* 1962), neuseeländische Tischtennisspielerin
- Li, Chunxiu (* 1969), chinesische Geherin
- Li, Cunxin (* 1961), chinesischer Balletttänzer

#### Li, D
- Li, Dan (* 1986), chinesische Eisschnellläuferin
- Li, Dan (* 1989), chinesische Trampolinturnerin
- Li, Dan (* 1995), chinesische Langstreckenläuferin
- Li, Dawei (* 1963), chinesischer Schriftsteller
- Li, Deliang (* 1967), chinesischer Wasserspringer
- Li, Delin (531–591), politischer Berater des Kaisers Sui Wendi
- Li, Desheng (1916–2011), chinesischer Politiker (Volksrepublik China)
- Li, Deyu (787–850), chinesischer Politiker
- Li, Dingzuo, chinesischer klassischer Gelehrter
- Li, Don (* 1971), Schweizer Komponist und Jazzmusiker
- Li, Donald (* 1961), chinesischer Schauspieler
- Li, Dong-woon (* 1945), nordkoreanischer Fußballspieler
- Li, Donghua (* 1967), chinesisch-schweizerischer TurnerDonghua Li (* 1967)

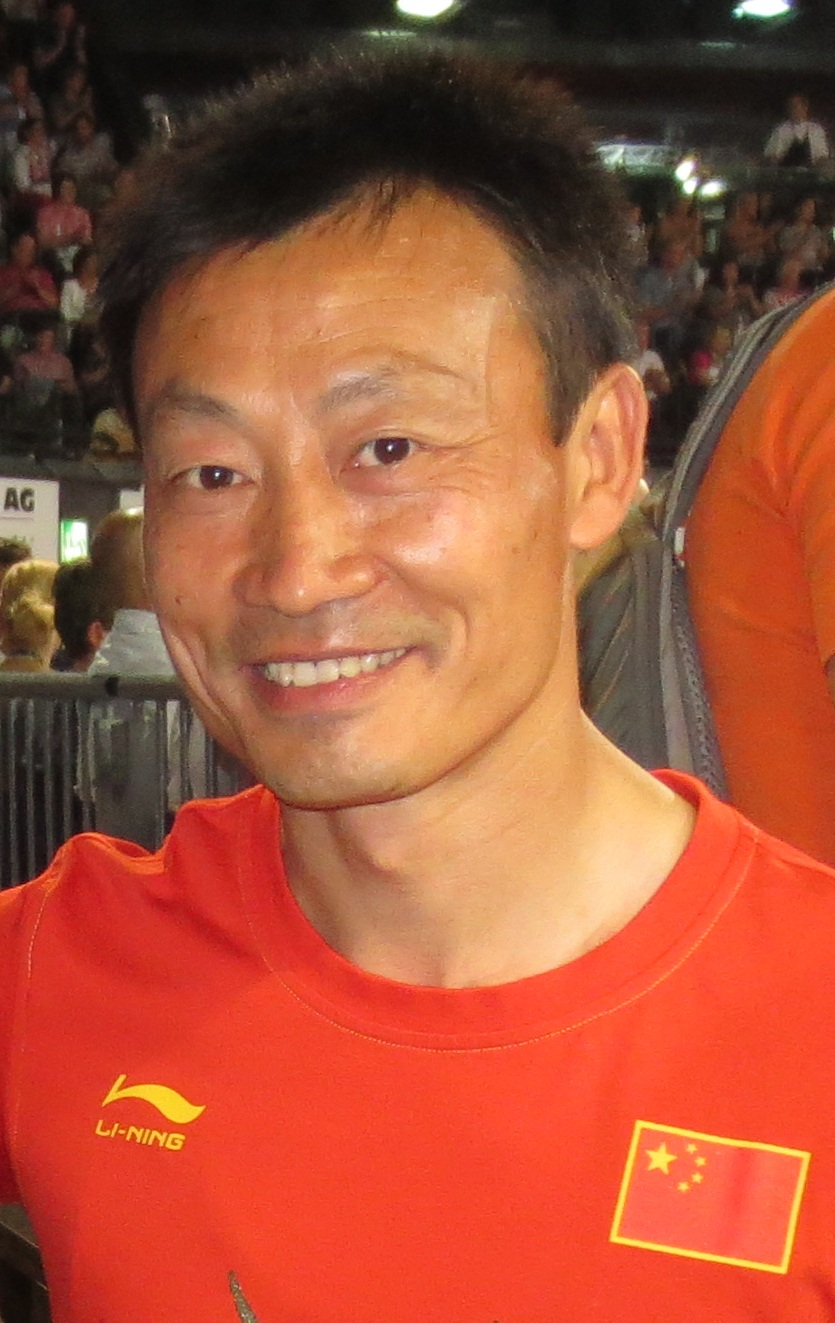
Donghua Li (* 1967)

- Li, Dongjin (* 1993), chinesische Squashspielerin
- Li, Dongsheng (* 1957), chinesischer Unternehmer und Vorstandsvorsitzender des Elektronikkonzerns TCL
- Li, Duan (* 1978), chinesischer Leichtathlet
- Li, Duihong (* 1970), chinesische Sportschützin

#### Li, E
- Li, Er (* 1966), chinesischer Schriftsteller

#### Li, F
- Li, Fabin (* 1993), chinesischer Gewichtheber
- Li, Fang (* 1956), chinesische Badmintonspielerin
- Li, Fang (* 1973), chinesische Tennisspielerin
- Li, Fang-hua (1932–2020), chinesische Physikerin
- Li, Fanghui (* 2003), chinesische Freestyle-Skisportlerin
- Li, Fangwei (* 1972), chinesischer Waffenhändler
- Li, Fangyin, chinesischer Archäologe und Direktor des Dazu-Museums der Steinschnitzereien
- Li, Fei-Fei (* 1976), US-amerikanische Informatikerin und HochschullehrerinFei-Fei Li (* 1976)

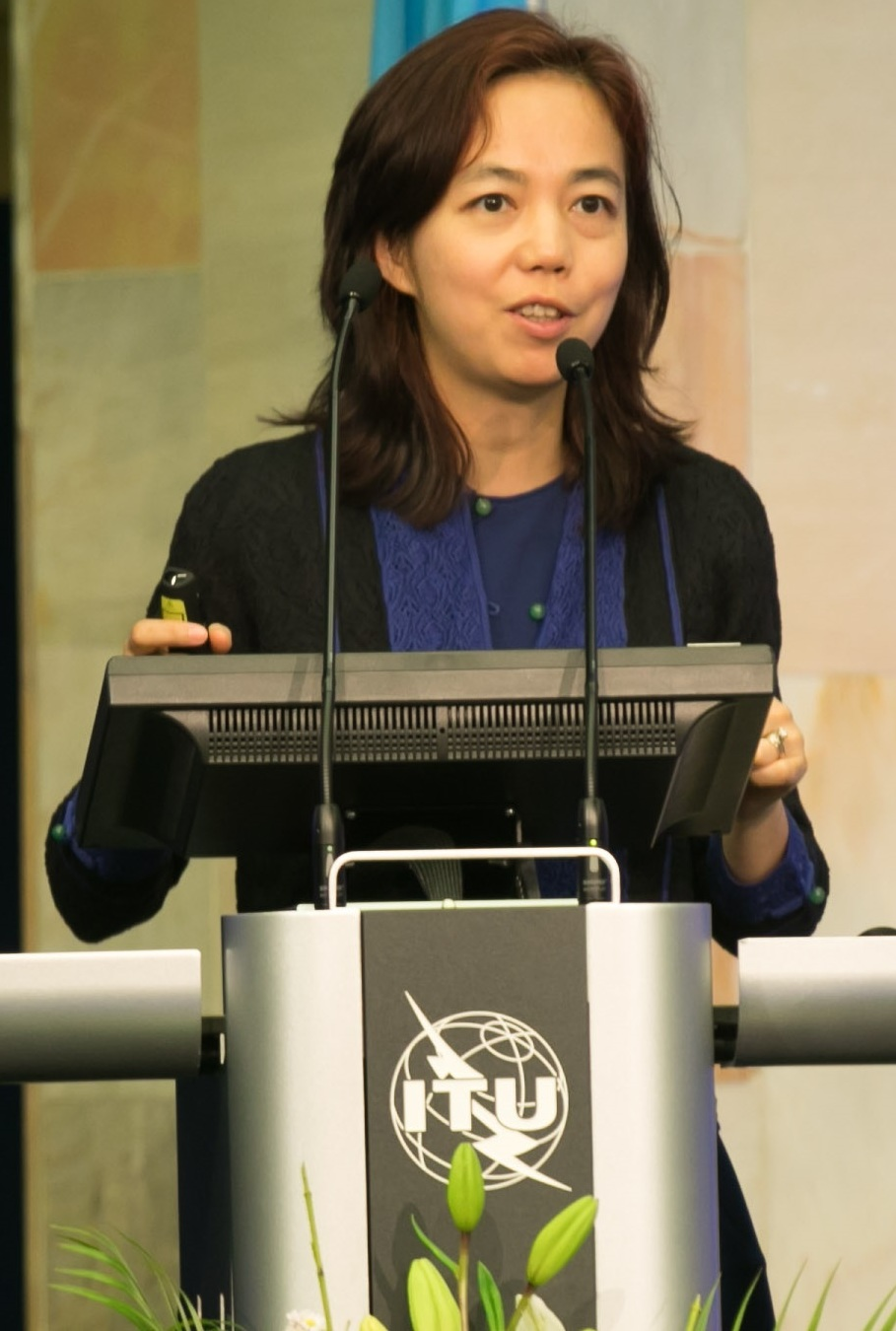
Fei-Fei Li (* 1976)

- Li, Fen (* 1976), schwedische Tischtennisspielerin
- Li, Feng (* 1969), neuseeländische Badmintonspielerin chinesischer Herkunft
- Li, Feng-ying (* 1975), taiwanische Gewichtheberin
- Li, Fengbao (1834–1887), chinesischer Diplomat
- Li, Fengdan (* 2002), chinesische Sprinterin
- Li, Frederick P. (1940–2015), chinesisch-amerikanischer Epidemiologe
- Li, Fuji (1885–1947), chinesischer Physiker
- Li, Furong (* 1943), chinesischer Tischtennisspieler
- Li, Fuyu (* 1978), chinesischer Radrennfahrer

#### Li, G
- Li, Ganjie (* 1964), chinesischer Politiker (Volksrepublik China)
- Li, Geliang (* 1981), chinesischer Skilangläufer
- Li, Gen (* 1992), chinesischer Badmintonspieler
- Li, George (* 1995), amerikanisch-chinesischer Pianist
- Li, Guixian (* 1937), chinesischer Politiker
- Li, Gun-sang (* 1966), nordkoreanischer Tischtennisspieler
- Li, Guohao (1913–2005), chinesischer Bauingenieur
- Li, Guoying (* 1963), chinesischer Politiker
- Li, Gwang-sik (* 1970), nordkoreanischer Boxer
- Li, Gyong-chol (* 1979), nordkoreanischer Marathonläufer
- Li, Gyong-hui (* 1967), nordkoreanische Skilangläuferin

#### Li, H
- Li, Hak-son (* 1969), nordkoreanischer Ringer
- Li, Hang (* 1990), chinesischer Snookerspieler
- Li, Hanwen (* 2002), chinesischer Tennisspieler
- Li, Haonan (* 1981), chinesischer Shorttracker
- Li, He (* 2001), chinesische Sprinterin
- Li, Herman (* 1976), britischer Gitarrist und Produzent chinesischer AbstammungHerman Li (* 1976)

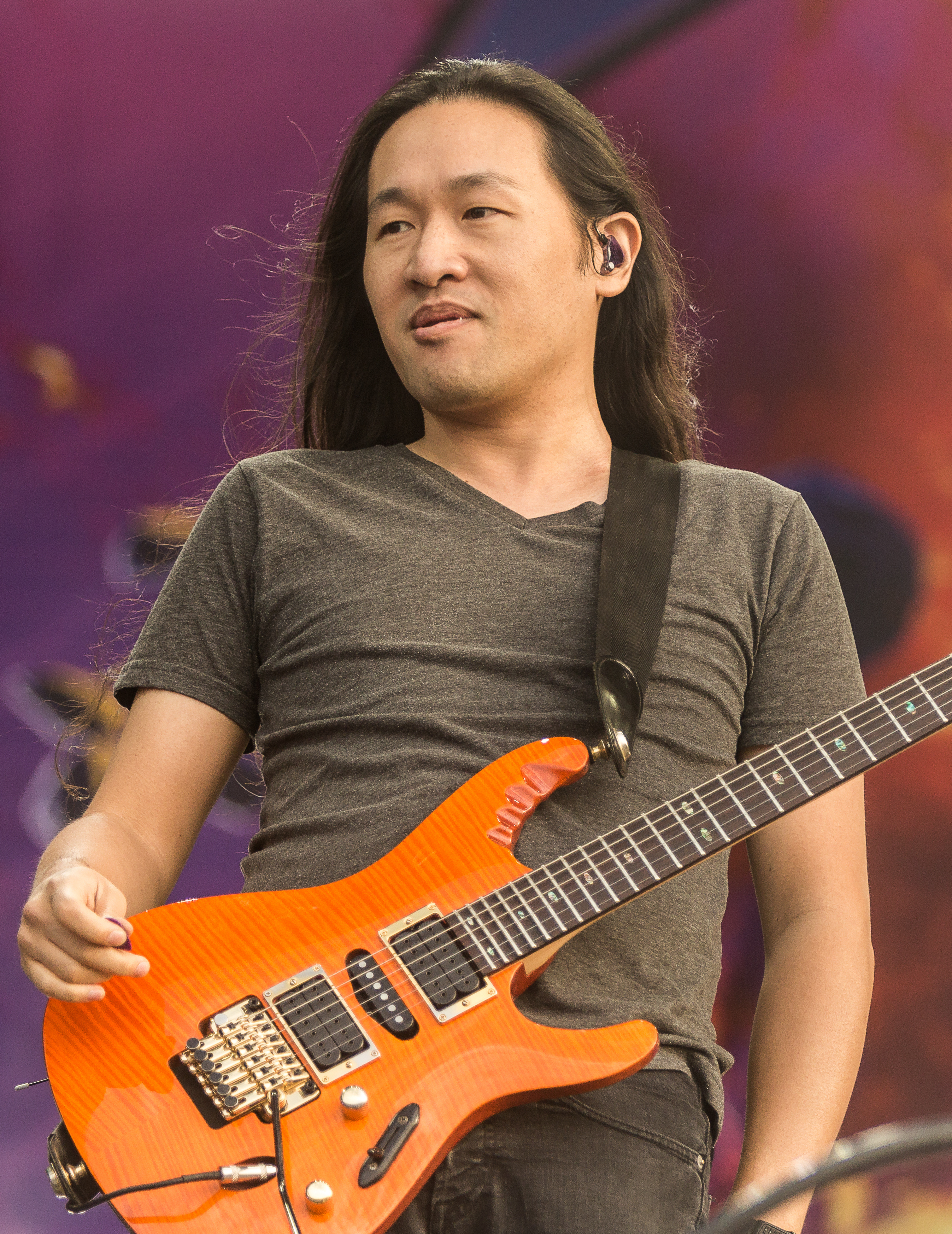
Herman Li (* 1976)

- Li, Hewen (* 1981), chinesischer Poolbillardspieler
- Li, Ho-pyong (* 1951), nordkoreanischer Ringer
- Li, Hongbo (* 1974), chinesischer Künstler
- Li, Hongchen (* 1975), chinesischer Curler
- Li, Hongli (* 1980), chinesischer Gewichtheber
- Li, Hongxue (* 1984), chinesische Skilangläuferin
- Li, Hongzhang (1823–1901), chinesischer General, der mehrere größere Rebellionen beendete, Staatsmann der Qing-Dynastie
- Li, Hui-jun (* 1999), taiwanische Speerwerferin
- Li, Huirong (* 1965), chinesische Weit- und Dreispringerin

#### Li, J
- Li, Jae-sik (* 1962), nordkoreanischer Ringer
- Li, Jessie Mei (* 1995), britische Schauspielerin
- Li, Jet (* 1963), chinesischer SchauspielerJet Li (* 1963)

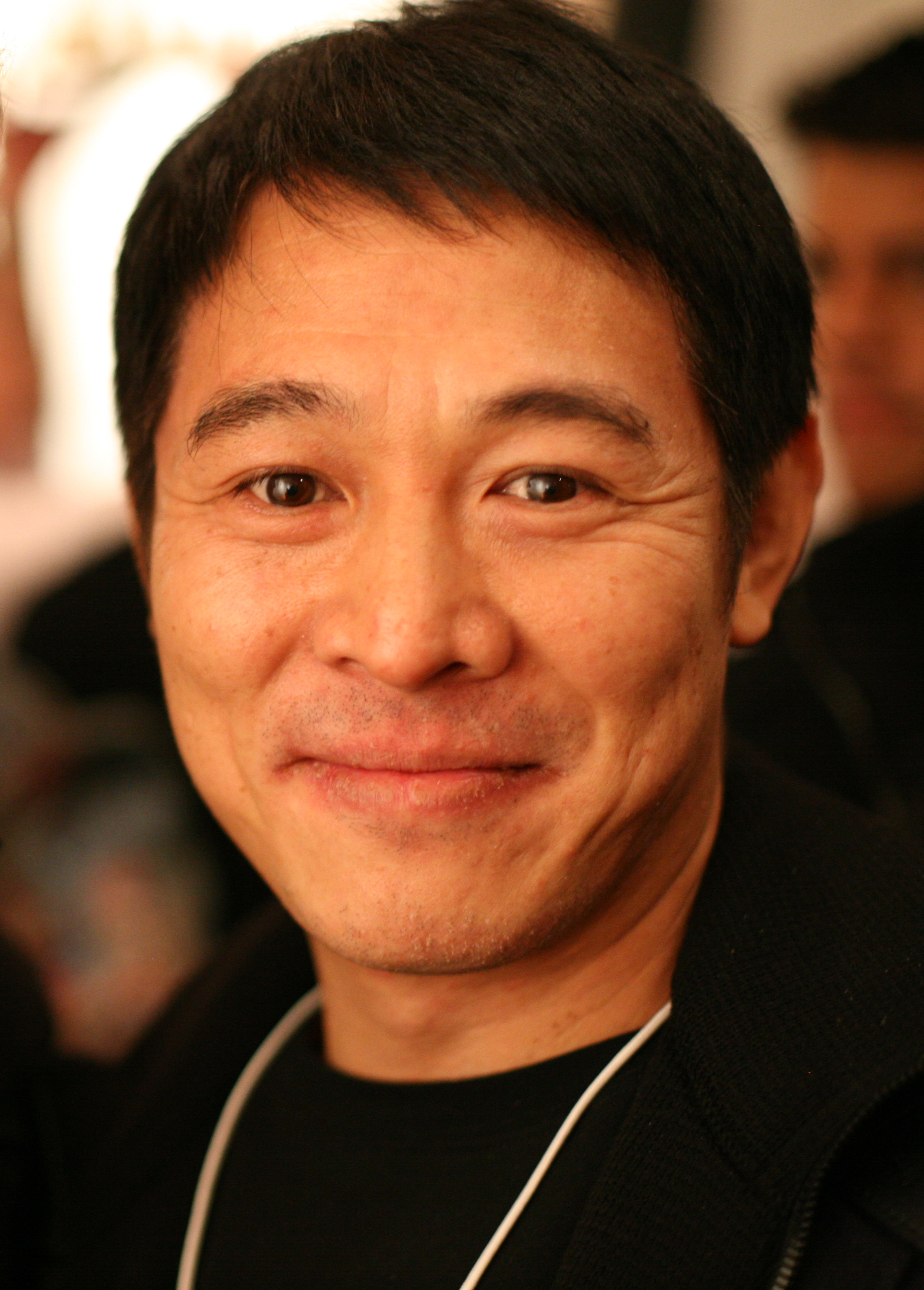
Jet Li (* 1963)

- Li, Ji (1896–1979), chinesischer Archäologe
- Li, Ji (* 1979), chinesische Langstreckenläuferin
- Li, Ji (* 1986), chinesische Schwimmerin
- Li, Jia (* 1981), chinesische Tischtennisspielerin
- Li, Jia Wei (* 1981), singapurische Tischtennisspielerin
- Li, Jiajun (* 1975), chinesischer Shorttracker
- Li, Jiaman (* 1997), chinesische Bogenschützin
- Li, Jian (* 1985), chinesischer Beachvolleyballspieler
- Li, Jianguo (* 1946), chinesischer Politiker
- Li, Jiangyan (* 1999), chinesische Hammerwerferin
- Li, Jianrou (* 1986), chinesische Shorttrackerin
- Li, Jiao (* 1973), niederländische Tischtennisspielerin
- Li, Jiayi (* 1994), chinesische Tischtennisspielerin
- Li, Jie (1065–1110), chinesischer kaiserlicher Architekt aus der Zeit der Song-Dynastie
- Li, Jie (* 1979), chinesischer Sportschütze
- Li, Jiheng (* 1957), chinesischer Politiker in der Volksrepublik China
- Li, Jing (* 1991), chinesische Volleyballspielerin
- Li, Jinxi (1890–1978), chinesischer Sprachwissenschaftler und Pädagoge
- Li, Jinyu (* 1977), chinesischer Fußballspieler
- Li, Jinyu (* 2001), chinesische Shorttrackerin
- Li, Jinyuan (* 1958), chinesischer Unternehmer und gegenwärtiger CEO des Konzerns Tiens
- Li, Jinzhe (* 1989), chinesischer Weitspringer
- Li, Jong-un (* 1936), nordkoreanischer Ruderer
- Li, Ju (* 1976), chinesische Tischtennisspielerin
- Li, Juan (* 1981), chinesische Volleyballspielerin
- Li, Jue († 197), chinesischer General
- Li, Jun (* 1993), chinesischer Kugelstoßer
- Li, Junhui (* 1995), chinesischer Badmintonspieler
- Li, Junlin (* 1998), chinesischer Mittelstreckenläufer

#### Li, K
- Li, Karen (* 1977), neuseeländische Tischtennisspielerin
- Li, Keqiang (1955–2023), chinesischer Politiker
- Li, Keran (1907–1989), chinesischer Maler
- Li, Kevin (* 1986), kanadischer Badmintonspieler
- Li, Keyong († 908), Truppenführer und Gouverneur des Kaisers von China
- Li, Kongzheng (* 1959), chinesischer Wasserspringer
- Li, Kuchan (1898–1983), chinesischer Maler
- Li, Kunwu (* 1955), chinesischer Comiczeichner

#### Li, L
- Li, Lei (* 1992), chinesischer Fußballspieler
- Li, Li, chinesische Tischtennisspielerin
- Li, Li (* 1964), chinesischer Unternehmer
- Li, Li (* 1983), singapurische Badmintonspielerin chinesischer Herkunft
- Li, Li Jun, US-amerikanisch-chinesische SchauspielerinLi Jun Li

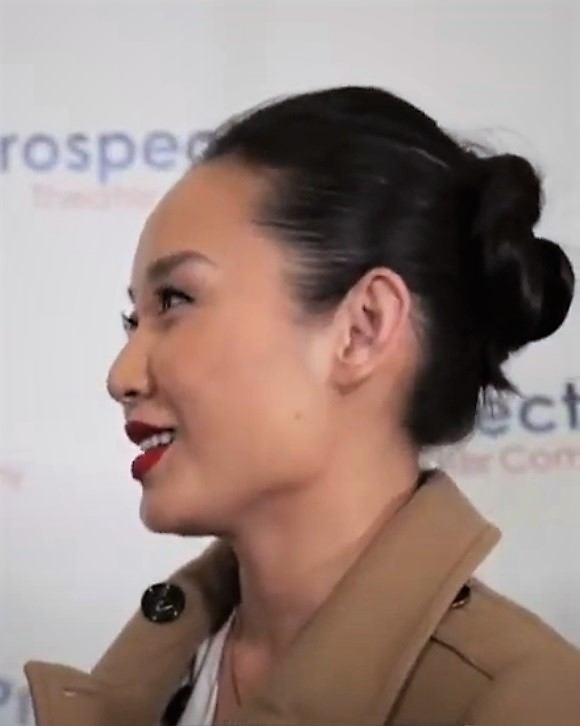
Li Jun Li

- Li, Liguo (* 1953), chinesischer Politiker
- Li, Lihui (* 1952), chinesischer Bankier und Manager
- Li, Lin (1923–2003), chinesische Physikerin
- Li, Linfu († 753), Beamter der Tang-Dynastie
- Li, Ling (* 1985), chinesische Kugelstoßerin
- Li, Ling (* 1989), chinesische Stabhochspringerin
- Li, Lingjuan (* 1966), chinesische Bogenschützin
- Li, Lingwei (* 1964), chinesische Badmintonspielerin
- Li, Lingwei (* 1989), chinesische Speerwerferin
- Li, Lisan (1899–1967), chinesischer KP-Funktionär
- Li, Lu (* 1966), chinesischer Dissident
- Li, Lykke (* 1986), schwedische SängerinLykke Li (* 1986)

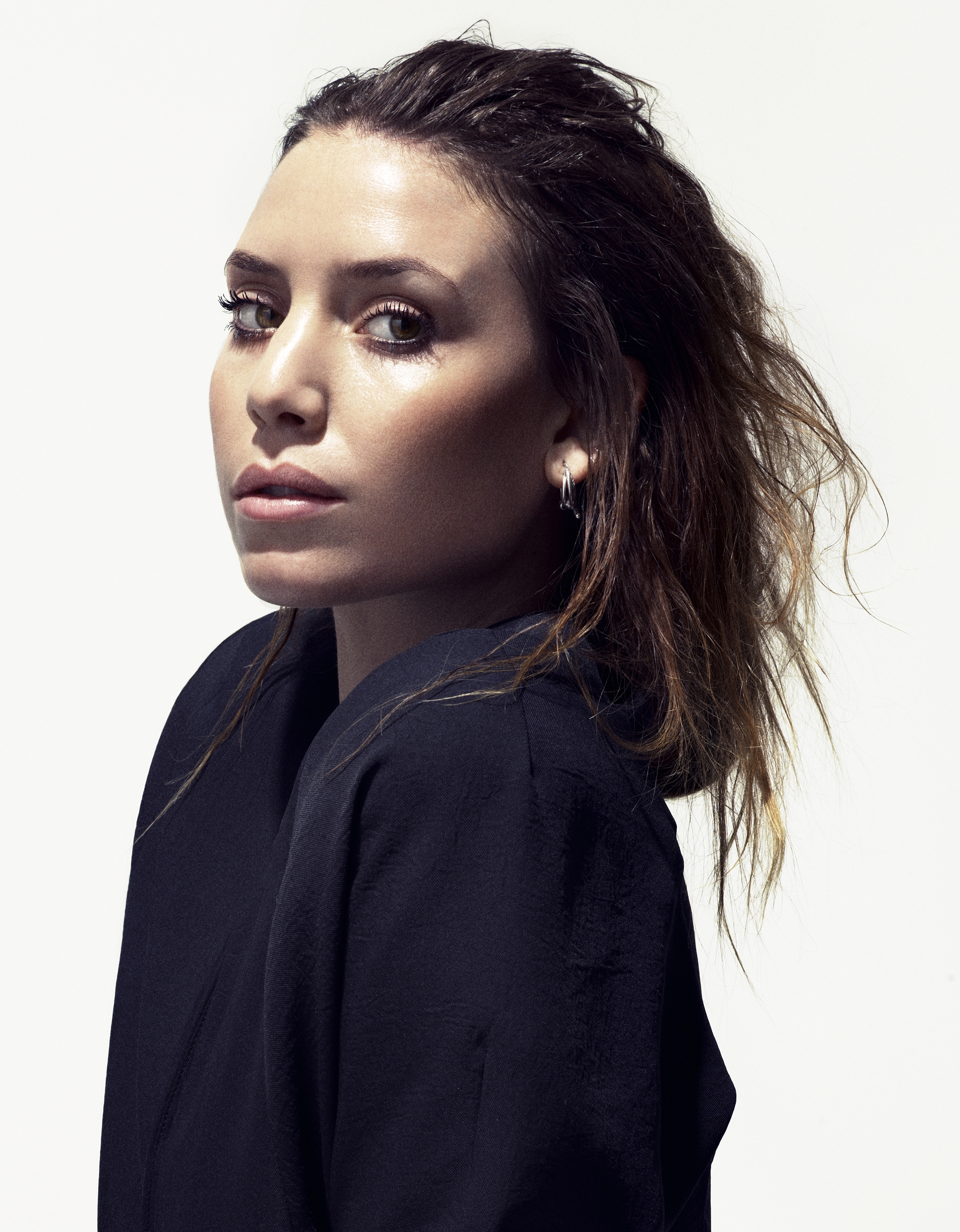
Lykke Li (* 1986)

#### Li, M
- Li, Mao (* 1958), chinesischer Badmintonspieler und -trainer
- Li, Maocuo (* 1992), chinesische Geherin
- Li, Meiju (* 1979), chinesische Kugelstoßerin
- Li, Meisu (* 1959), chinesische Kugelstoßerin
- Li, Mengwen (* 1995), chinesische Fußballspielerin
- Li, Michelle (* 1991), kanadische Badmintonspielerin
- Li, Min Chiu (1919–1980), chinesisch-US-amerikanischer Mediziner
- Li, Minhua (1917–2013), chinesische Physikerin, Luft- und Raumfahrtingenieurin und Hochschullehrerin
- Li, Minqi (* 1969), chinesischer Wirtschaftswissenschaftler
- Li, Minwei (1893–1953), chinesischer Schauspieler, Regisseur und Filmproduzent
- Li, Mirok (1899–1950), südkoreanischer Autor

#### Li, N
- Li, Na (* 1981), chinesische Degenfechterin und Olympiasiegerin
- Li, Na (* 1982), chinesische TennisspielerinLi Na (* 1982)

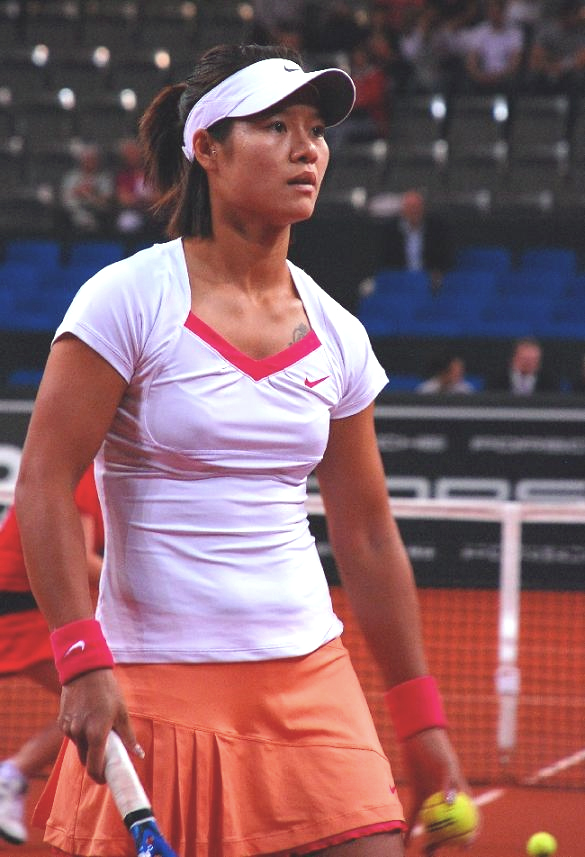
Li Na (* 1982)

- Li, Na (* 1982), chinesische Bahnradsportlerin
- Li, Na (* 1984), chinesische Wasserspringerin
- Li, Nan, chinesische Juristin und Expertin für Indigenenrechte
- Li, Nan (* 1982), chinesische Tischtennisspielerin
- Li, Nina (* 1983), chinesische Freestyle-Skispringerin
- Li, Nina Chi (* 1961), chinesische Schauspielerin
- Li, Ning (* 1963), chinesischer Kunstturner und Unternehmer

#### Li, O
- Li, Oleg Olegowitsch (* 1991), russischer Eishockeyspieler

#### Li, P
- Li, Pawlo (1988–2022), ukrainischer Theaterschauspieler, Filmschauspieler, Synchronsprecher, Sänger und Komponist
- Li, Peggy (* 1984), chinesische Snookerschiedsrichterin
- Li, Peng (1928–2019), chinesischer Politiker, Vorsitzender des Nationalen Volkskongresses der Volksrepublik China
- Li, Peter (* 1957), belgischer Comiczeichner
- Li, Ping (* 1986), chinesischer Tischtennisspieler
- Li, Ping (* 1988), chinesische Gewichtheberin

#### Li, Q
- Li, Qian (* 1986), polnische Tischtennisspielerin
- Li, Qiang (* 1959), chinesischer Politiker in der Volksrepublik ChinaLi Qiang (* 1959)

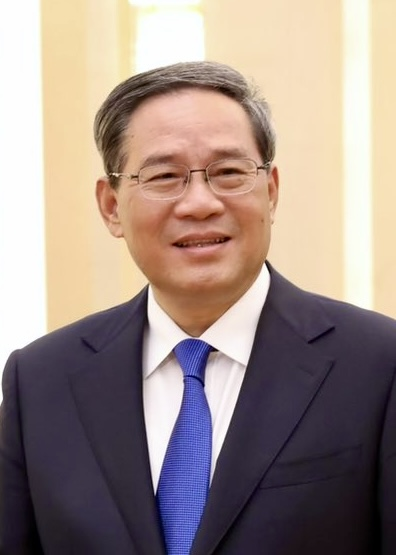
Li Qiang (* 1959)

- Li, Qiangbing (* 1985), chinesisch-österreichische Tischtennisspielerin
- Li, Qilin, chinesische Umweltingenieurin
- Li, Qing (* 1972), chinesische Wasserspringerin
- Li, Qishi (* 1993), chinesische Eisschnellläuferin

#### Li, R
- Li, Richard (* 1966), kanadischer Unternehmer
- Li, Robin (* 1968), chinesischer Informatiker und Unternehmer
- Li, Rui (1768–1817), chinesischer Mathematiker
- Li, Ruihuan (* 1934), chinesischer Politiker (Volksrepublik China)
- Li, Ruofan (* 1978), chinesische Schachspielerin
- Li, Ruqi (1895–1991), chinesischer Biologe und Genetiker

#### Li, S
- Li, Sa (* 1968), chinesische Fußballspielerin
- Li, Shangfu (* 1958), chinesischer Raumfahrtingenieur, General der Volksbefreiungsarmee und Politiker
- Li, Shangyin († 858), chinesischer Dichter
- Li, Shanlan (1811–1882), chinesischer Mathematiker
- Li, Shanshan (* 1992), chinesische Kunstturnerin
- Li, Shaogeng (* 1896), chinesischer und mandschurischer Politiker
- Li, Shenglin (* 1946), chinesischer Politiker (Volksrepublik China), Verkehrsminister
- Li, Shifeng (* 2000), chinesischer Badmintonspieler
- Li, Shiu Tong (1907–1993), chinesisch-kanadischer Medizinstudent, Sexualwissenschaftler und LGBT-Aktivist
- Li, Shixin (* 1988), chinesischer Wasserspringer
- Li, Shizhen (1518–1593), chinesischer Gelehrter, Arzt, Botaniker und Pharmazeut
- Li, Shuang (* 1992), chinesische Snowboarderin
- Li, Shucheng (1882–1965), chinesischer General und Politiker (Republik China, Volksrepublik China)
- Li, Shufu (* 1963), chinesischer UnternehmerLi Shufu (* 1963)

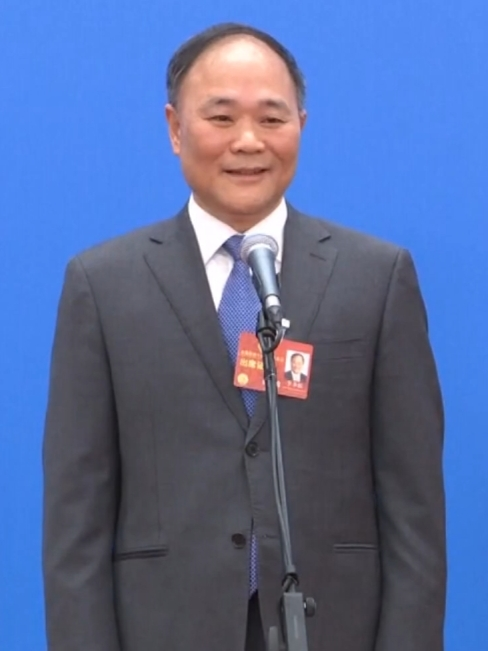
Li Shufu (* 1963)

- Li, Si († 208 v. Chr.), Kanzler des Ersten Kaisers von China und seines Nachfolgers
- Li, Stella (* 1970), chinesische Managerin
- Li, Su-gil (* 1964), nordkoreanischer Kunstturner

#### Li, T
- Li, Tian (* 1989), chinesischer Badmintonspieler
- Li, Tianma (* 2001), chinesischer Freestyle-Skisportler
- Li, Tie (* 1977), chinesischer Fußballspieler
- Li, Tien-Yien (1945–2020), chinesisch-amerikanischer Mathematiker
- Li, Ting (* 1980), chinesische Tennisspielerin
- Li, Ting (* 1987), chinesische Wasserspringerin
- Li, Ting (* 1991), chinesische Tennisspielerin
- Li, Tingye (1931–2012), chinesisch-US-amerikanischer Physiker
- Li, Tong, chinesischer Unternehmer und Pokerspieler

#### Li, V
- Li, Victor Tzar-kuoi (* 1964), hongkong-chinesisch-kanadischer Geschäftsmann

#### Li, W
- Li, Wangyang (1950–2012), chinesischer Bürgerrechtler (Volksrepublik China)
- Li, Wei (* 1982), chinesischer Bahn- und Straßenradrennfahrer
- Li, Weifeng (* 1978), chinesischer Fußballspieler
- Li, Weihan (1896–1984), chinesischer Politiker
- Li, Weiwei (* 1982), chinesische Handballspielerin
- Li, Wen-Hsiung (* 1942), US-amerikanischer Genetiker, Evolutionsbiologe
- Li, Wen-hua (* 1989), taiwanische Diskuswerferin
- Li, Wenchao (* 1957), chinesisch-deutscher Philosoph, Autor und Herausgeber, Inhaber der Leibniz-Stiftungsprofessur
- Li, Wenfu (* 2004), chinesischer Tennisspieler
- Li, Wenliang (1986–2020), chinesischer Augenarzt und Whistleblower
- Li, Wenlong (* 2001), chinesischer Shorttracker
- Li, Wenquan (* 1986), chinesischer Bogenschütze
- Li, Wenyan (* 1983), chinesische Badmintonspielerin
- Li, Wenzhong, Verfasser eines Glossars zu chinesischen Schriftzeichen
- Li, Wenzu, chinesische Menschenrechtlerin
- Li, William (* 1974), chinesischer Geschäftsmann und Unternehmer
- Li, Wing Mui (* 1979), chinesische Badmintonspielerin (Hongkong)
- Li, Winnie (* 1948), taiwanisch-US-amerikanische Mathematikerin
- Li, Winnie M, amerikanische Schriftstellerin, Romanautorin und Aktivistin
- Li, Witali (* 1994), kasachischer Fußballspieler

#### Li, X
- Li, Xi (* 1956), chinesischer Politiker in der Volksrepublik China
- Li, Xia (* 1988), chinesische WrestlerinXia Li (* 1988)

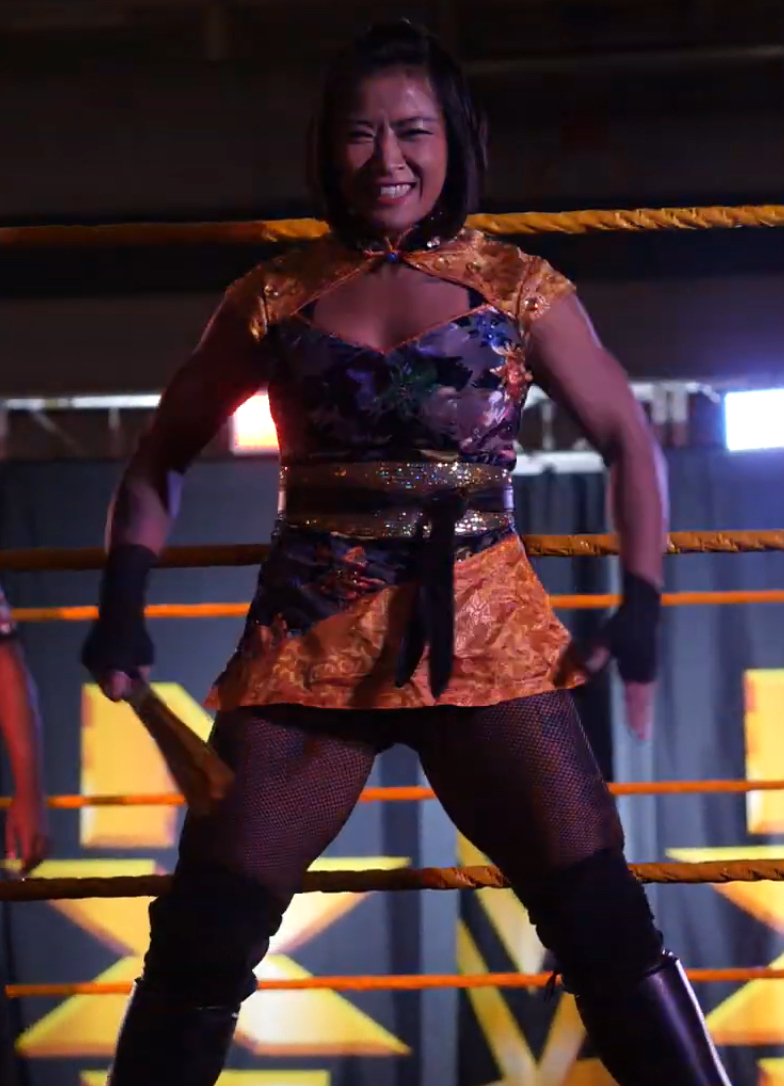
Xia Li (* 1988)

- Li, Xiang (* 1983), chinesischer Fotograf und Künstler
- Li, Xianting (* 1949), chinesischer Journalist und Kunstkritiker
- Li, Xiaodan (* 1990), chinesische Tischtennisspielerin
- Li, Xiaohong (* 1995), chinesische Dreispringerin
- Li, Xiaohui (* 1999), chinesische Rollstuhltennisspielerin
- Li, Xiaolu (* 1992), chinesische Synchronschwimmerin
- Li, Xiaomei (* 1987), chinesische Ringerin
- Li, Xiaomeng (* 1996), chinesische E-Sportlerin
- Li, Xiaoming (* 1958), chinesischer Skilangläufer und Biathlet
- Li, Xiaopeng (* 1975), chinesischer Fußballspieler und -trainer
- Li, Xiaopeng (* 1981), chinesischer Kunstturner
- Li, Xiaoran (* 1978), chinesische Schauspielerin
- Li, Xiaoxue (* 1980), chinesische Hammerwerferin
- Li, Ximing (1926–2008), chinesischer Politiker (Volksrepublik China)
- Li, Xin (* 1979), chinesischer Journalist und Menschenrechtler
- Li, Xin (* 1992), chinesische Skilangläuferin
- Li, Xiucheng (1823–1864), Anführer des Taiping-Aufstands
- Li, Xuan (* 2000), chinesische Shorttrackerin
- Li, Xue (* 1985), französische Tischtennisspielerin chinesischer Herkunft
- Li, Xue (* 1992), chinesische Sprinterin
- Li, Xue-Mei, Mathematikerin und Hochschullehrerin
- Li, Xuefeng (1907–2003), chinesischer Politiker in der Volksrepublik China
- Li, Xuemei (* 1977), chinesische Sprinterin
- Li, Xuemei (* 1988), chinesische Bahnradsportlerin
- Li, Xuerui (* 1991), chinesische Badmintonspielerin
- Li, Xueyao (* 1995), chinesische Skispringerin
- Li, Xuezhi (* 1991), chinesischer Biathlet

#### Li, Y
- Li, Yajun (* 1993), chinesische Gewichtheberin
- Li, Yan (1892–1963), chinesischer Mathematikhistoriker
- Li, Yan, chinesische Shorttrack-Läuferin und -Trainerin
- Li, Yan (* 1992), chinesischer Snookerspieler
- Li, Yanfeng (* 1979), chinesische Diskuswerferin
- Li, Yang (* 1980), chinesischer Skispringer
- Li, Yangjie (1990–2016), chinesische Studentin und Mordopfer
- Li, Yanmei (* 1990), chinesische Dreispringerin
- Li, Yanxi (* 1984), chinesischer Dreispringer
- Li, Yanyan (* 1961), chinesischer Mathematiker
- Li, Yanyan (* 1981), chinesischer Ringer
- Li, Yaxuan (* 2006), chinesische Langstreckenläuferin
- Li, Ye (1192–1279), chinesischer Mathematiker
- Li, Ye (* 1983), chinesischer Shorttracker
- Li, Yi (* 2005), chinesische Leichtathletin
- Li, Yihong (* 1996), chinesische Tennisspielerin
- Li, Ying (* 1993), chinesische Fußballspielerin
- Li, Ying (* 1994), chinesische Dreispringerin
- Li, Yinhui (* 1997), chinesische Badmintonspielerin
- Li, Yiqing (* 2005), chinesischer Sprinter
- Li, Yixuan (* 1997), chinesische Tennisspielerin
- Li, Yiyun (* 1972), chinesisch-amerikanische Autorin und Herausgeberin der Literaturzeitschrift „A Public Space“Yiyun Li (* 1972)

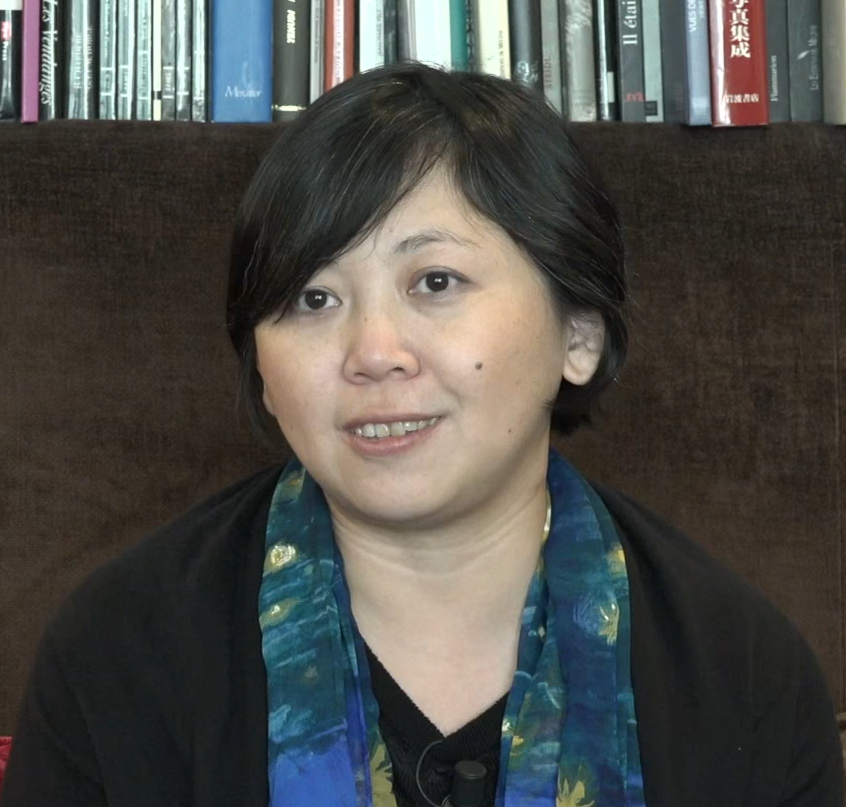
Yiyun Li (* 1972)

- Li, Yong (* 1951), chinesischer Politiker, Diplomat und UN-Beamter
- Li, Yong-chol (* 1972), nordkoreanischer Eisschnellläufer
- Li, Yongbo (* 1962), chinesischer Badmintonspieler und -trainer
- Li, Youyuan (1903–1955), chinesischer Bauer und Verfasser des Textes des Propagandaliedes Dong fang hong
- Li, Yu (* 1973), chinesische Filmregisseurin und Drehbuchautorin
- Li, Yu (* 1976), chinesischer Eisschnellläufer
- Li, Yu-yun (* 2004), taiwanische Tennisspielerin
- Li, Yuanchao (* 1950), chinesischer Politiker
- Li, Yuanhong (1864–1928), chinesischer Politiker und General
- Li, Yuchun (* 1984), chinesische Pop-Sängerin und Schauspielerin
- Li, Yue (* 1953), chinesischer Manager
- Li, Yuehong (* 1989), chinesischer Sportschütze
- Li, Yujia (* 1983), singapurische Badmintonspielerin
- Li, Yun-chen (* 2001), taiwanischer Dreispringer
- Li, Yundi (* 1982), chinesischer PianistLi Yundi (* 1982)

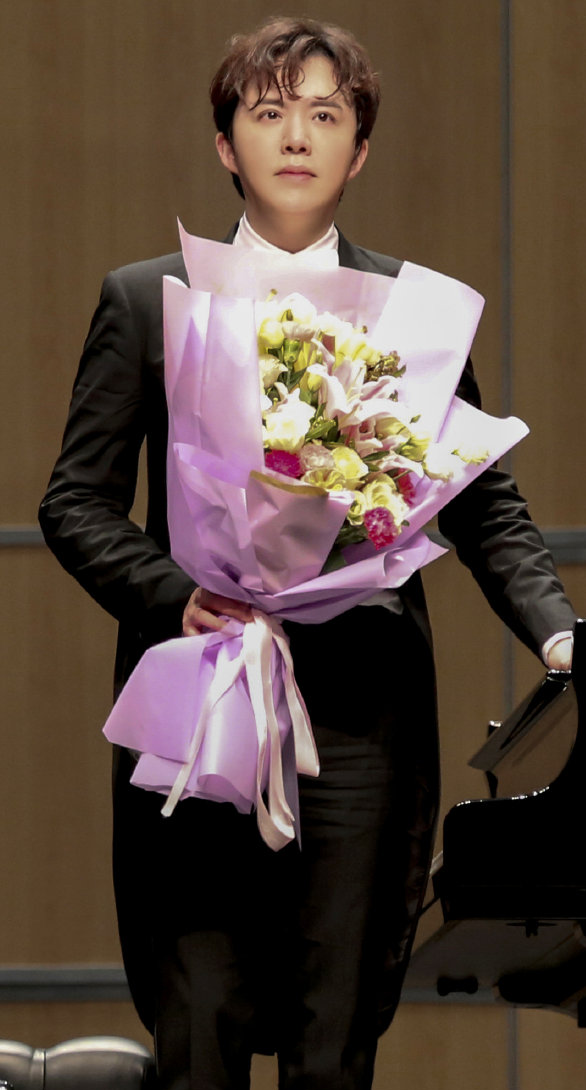
Li Yundi (* 1982)

- Li, Yuting (* 2002), chinesische Sprinterin
- Li, Yuwei (* 1965), chinesischer Sportschütze
- Li, Yuying (1881–1973), chinesischer Landwirt und Pädagoge
- Li, Yvonne (* 1998), deutsche Badmintonspielerin

#### Li, Z
- Li, Zehou (1930–2021), chinesischer Wissenschaftler
- Li, Zekai (* 2000), chinesischer Tennisspieler
- Li, Zemin (* 1934), chinesischer Politiker
- Li, Zhenshi (* 1949), chinesischer Tischtennisspieler
- Li, Zhenzhu (* 1985), chinesische Leichtathletin
- Li, Zhi (1527–1602), chinesischer Philosoph und Beamter
- Li, Zhi Cong (* 1993), chinesischer Automobilrennfahrer
- Li, Zhisui (1920–1995), chinesischer Mediziner, Arzt von Mao Zedong
- Li, Zhiyan, chinesischer Literat
- Li, Zhonghai (* 1986), chinesischer Skilangläufer und Biathlet
- Li, Zhuhong (* 1983), chinesischer Marathonläufer
- Li, Zhun (1928–2000), chinesischer Schriftsteller
- Li, Zicheng (* 1606), chinesischer BauernrebellenführerLi Zicheng (* 1606)

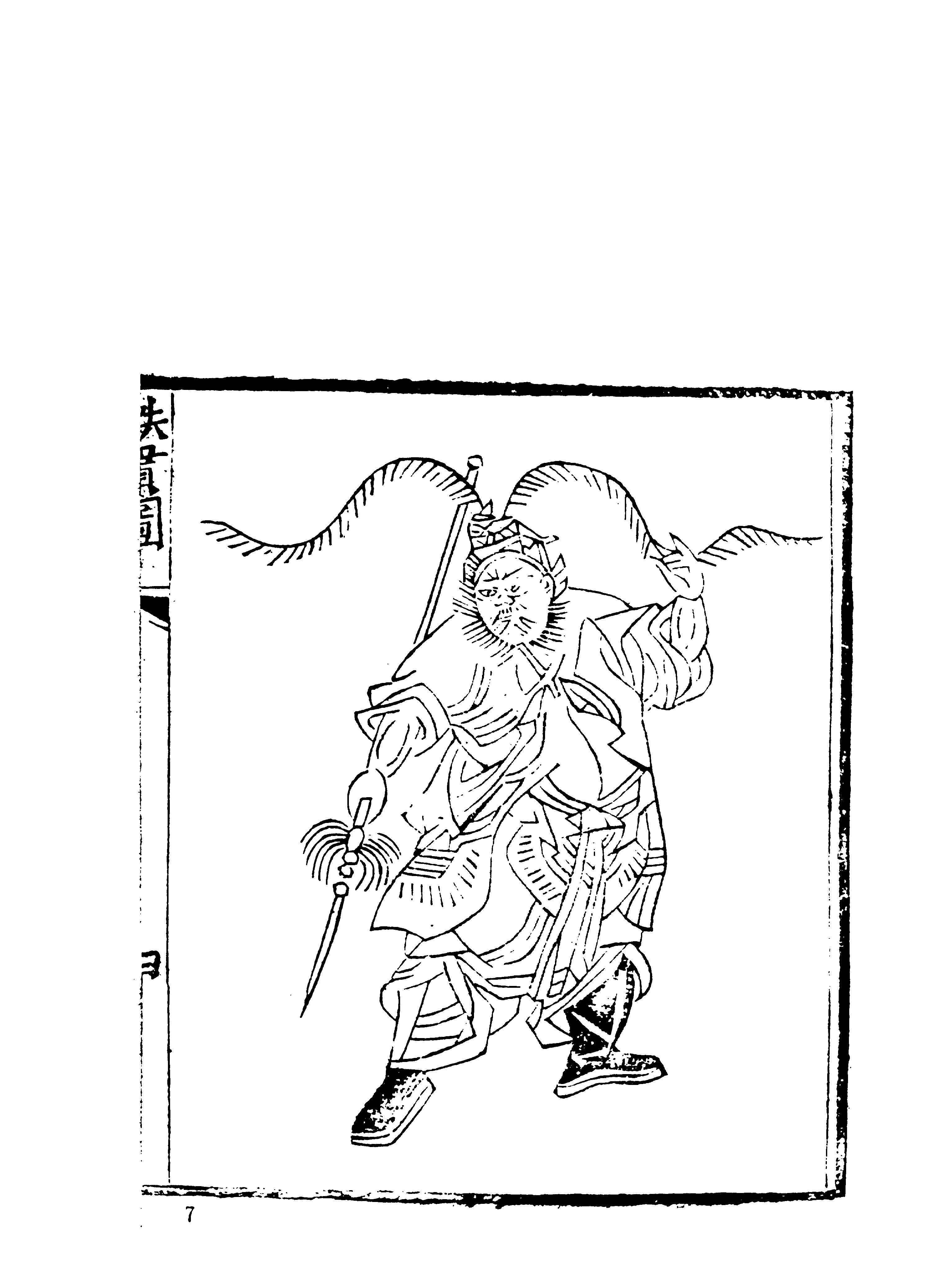
Li Zicheng (* 1606)

- Li, Ziqi (* 1990), chinesische Foodbloggerin
- Li, Zongyu (* 2003), chinesische Tennisspielerin
- Li, Zuocheng (* 1953), chinesischer Offizier, General (shang jiang) der Volksbefreiungsarmee
- Li, Zuopeng (1914–2009), chinesischer Politiker und Generalleutnant in der Volksrepublik China